# Anthony Musgrave

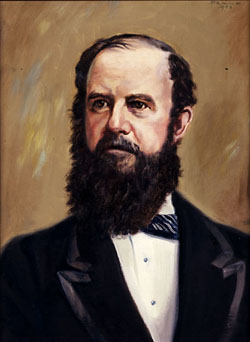
Anthony Musgrave

Sir Anthony Musgrave KCMG (* 31. August 1828; † 9. Oktober 1888) war Gouverneur verschiedener britischer Kolonien.  Er kam als drittes von 11 Kindern von Anthony Musgrave and Mary Harris Sheriff in St John´s, Antigua, zur Welt. Seine Frau ist die Namensgeberin für die Lady-Musgrave-Insel.

## Zeit in Nordamerika
Nach Jahren im Dienste der britischen Krone in der Karibik wurde Musgrave im September 1864 zum Gouverneur der Kolonie Neufundland ernannt. Während seiner Amtszeit konzentrierte er sich vor allem darauf, in Verhandlungen mit anderen britischen Kolonien in Nordamerika zu treten, um gemeinsam die sogenannte Kanadische Konföderation zu bilden. Musgrave scheiterte mit seinem Vorhaben jedoch. Kanada wurde am 1. Juli 1867 ausgerufen und Neufundland trat erst acht Jahre später bei.
Nach dem Tod von Frederick Seymour wurde Musgrave im August 1869 zum Gouverneur der Vereinigte Kolonien von Vancouver Island und British Columbia ernannt. Trotz größerer finanzieller und administrativer Schwierigkeiten innerhalb der Kolonie gelang es Musgrave, British Columbia in weniger als zwei Jahren zur sechsten Provinz von Kanada zu machen. British Columbia schloss sich schließlich im Juli 1871 Kanada an. Am 28. November 1975 ehrte die kanadische Regierung Musgrave dadurch, dass sie ihn zu einer „Person von nationaler historischer Bedeutung“ erklärte.

## Natal, Australien und Jamaika
Nach einer kurzen Amtszeit als Gouverneur der Kolonie Natal übernahm Musgrave den Posten als Gouverneur von South Australia. Er unterstützte die Bestrebungen nach zusätzlichen Besteuerungen, die Aufnahme von größeren Krediten, um damit den umfangreichen Ausbau des Schienennetzes zu finanzieren und die Einfuhr einer größeren Anzahl von Immigranten. Während seiner Amtszeit in Australien heiratete Musgrave seine zweite Frau Jeanie Ludinda Field, die Tochter von David Dudley Field. Mit ihr hatte er eine Tochter names Joyce, die 1874 in Adelaide starb.
Nach dreieinhalb Jahren kehrte Musgrave in die Karibik zurück und wurde Gouverneur von Jamaika. Er regierte die Kolonie für sechs Jahre und konzentrierte sich dabei vor allem darauf, das kulturelle Leben zu verbessern. Musgrave initiierte unter anderem das Jamaika Stipendium und half bei der Etablierung des Institute of Jamaica mit.
Musgrave letzte Station führte ihn zurück nach Australien. Als Gouverneur von Queensland war Musgrave aufgrund seines fortschreitenden Alters mehr eine Art politischer Beobachter. Er starb 1888 während seiner Amtszeit in Brisbane noch vor seinem Schreibtisch sitzend.

## Ehrungen
- Musgrave Ranges; Gebirgskette in Australien
- Musgrave-Medaille; Auszeichnung in Jamaika

Die Lady-Musgrave-Insel wurde nach seiner Ehefrau benannt.